# ＃MeToo

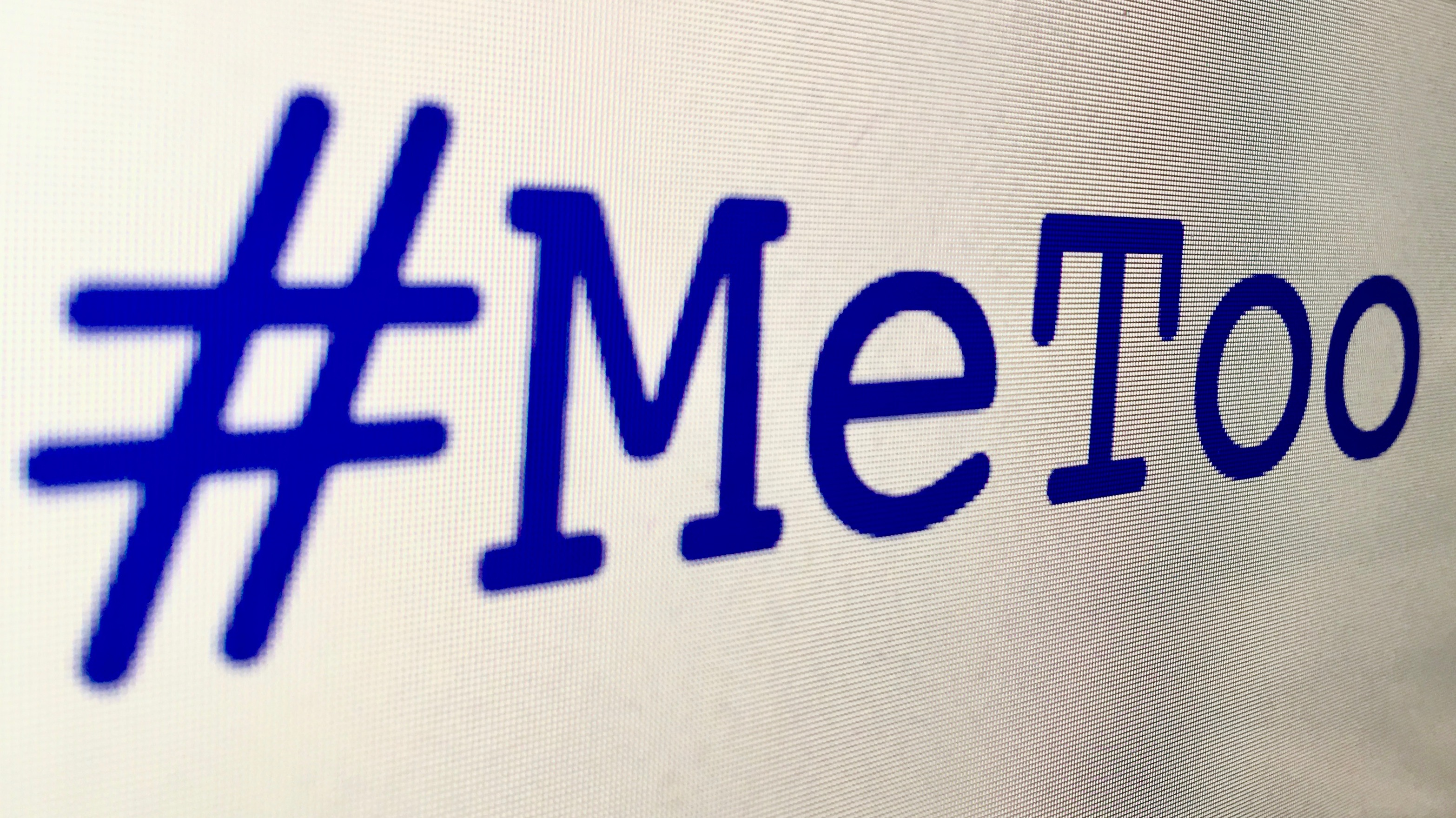
モニタ上に表示された#MeToo

#MeToo（ミートゥー）は、セクハラや性的暴行などの性犯罪被害の体験を告白・共有する際にSNSで使用されるハッシュタグである。
「私も被害者である」という意味で「私も」を意味する英語にハッシュタグ（#）を付している。「Me Too」「#metoo」なども用いられる。欧米では、被害を告発する#MeToo運動と、被害の撲滅を訴えるTime's Up運動が存在するが、日本においては両方の意味で「#MeToo」のみを用いることが多い。

## 概要
2006年に若年黒人女性を支援する非営利団体「Just Be Inc.」を設立したアメリカの市民活動家タラナ・バークが、家庭内で性虐待を受ける少女から相談されたことがきっかけで、2007年に性暴力被害者支援の草の根活動のスローガンとして「Me Too」を提唱し地道な活動を行う。
2017年10月5日にニューヨーク・タイムズの記者、ジョディ・カンター（英語版）とミーガン・トゥーイー（英語版）が、2015年3月から性的虐待疑惑のあった映画プロデューサーのハーヴェイ・ワインスタインによる数十年に及ぶセクシャルハラスメントを告発する記事を発表した。のちにワインスタイン効果と呼ばれるほどの大反響があり、10日には、2015年10月にワインスタインの名を出さずに問題のセクハラを告発していた女優のアシュレイ・ジャッドら数十名が実名でセクハラを告発、雑誌ザ・ニューヨーカーも10ヶ月に及ぶ被害者への取材記事をウェブ版で発表する。
10月13日、フランスのジャーナリスト、サンドラ・ミュラーが、告発者の9割以上が職を失う現状を鑑み、訴訟の代わりにセクハラ被害の告発をSNSで行う「#BalanceTonPorc（豚を告発せよ）」運動を提唱した。
ワインスタインによる被害者が多かったイタリアでは、13日に作家のGiulia Blasiが「#quellavoltache（あの時）」を提唱し、15日に被害者の一人である女優のアーシア・アルジェントがリツイートして連帯を呼びかけた。
10月15日、アリッサ・ミラノが同様の被害を受けたことのある女性たちに向けて"Me too"と声を上げるようツイッターで呼びかけた。多くの著名人や一般利用者がこれに呼応し、世界的なセクハラ告発運動が展開された。ちなみに、ミラノは同じスローガンが10年前に既に提唱されていたことを知らず、2日後にバークと連絡を取り協力関係を築いた。バークは当初、自分の地道なライフワークのスローガンが予期しない大きなムーブメントになったことに恐怖を感じたと証言している。

## 運動の拡がり

### 欧米
#MeToo運動には多数のハリウッドの著名人たちが賛同を示し、「セクハラや性的虐待を見て見ぬ振りをするのは終わり」にする「タイムズ・アップ」運動が起こった。2017年10月25日、ジャーナリストのマーク・ハルペリンが5人の女性からセクハラを告発される。27日までに計12名の被害者が名乗り出た。
10月29日、俳優のケビン・スペイシーが、30年以上前の強姦未遂を当時14歳だったアンソニー・ラップに告発され、「覚えていない」としながらも謝罪し、かねてから噂のあった同性愛者であることを告白した。同性愛の告白は非難をかわすためのものだと批判された。その後も業界関係者ら十数名から告発が相次ぎ、出演作品からの降板が決まった。
11月9日、コメディアンのルイ・C・Kが5人の女性からセクハラを告発され、番組からの降板が決まり、17日に公開予定だった映画の上映が中止された。同9日、アラバマ州上院補選の共和党候補ロイ・ムーア元判事が複数の女性から性被害を告発された。これに対しムーアは「魔女狩りであり、典型的なフェイクニュースだ」と反論したが、12月12日の選挙で落選した。
11月14日、NBCが重役のマット・ジマーマンをセクハラ疑惑で解雇した。
11月20日、ニューヨーク・タイムズが看板記者のグレン・スラッシュをセクハラ疑惑で停職処分にした。11月22日、CBSが大物ニュースキャスターのチャーリー・ローズをセクハラ疑惑で解雇した。
11月29日、NBCが看板情報番組『トゥデイ』司会者のマット・ラウアーをセクハラ疑惑で解雇した。これには、ドナルド・トランプ大統領も反応を示した。この件について、弁護士でコメンテーターのジェラルド・リベラは、ラウアーを擁護し、局の対応に懐疑的な見解を示した。それを受けて、ベット・ミドラーがリベラによる過去の性被害を告発した1991年のインタビュー動画をツイッターに投稿した。
12月2日、ニューヨーク・ポストが、メトロポリタン・オペラ名誉監督ジェームズ・レヴァインによる過去の少年への性的虐待を告発した。被害男性は2016年に警察に訴えたが時効を迎えており、レヴァインも容疑を否認していた。メトロポリタン・オペラは報道の後、調査を開始し、2018年3月にレヴァインを解雇した。これを受けてレヴァインはメトロポリタン・オペラを損害賠償や名誉毀損で提訴した。
12月7日、タイム誌の2017年度パーソン・オブ・ザ・イヤーに#MeToo運動を起こした｢サイレンス・ブレイカーズ（沈黙を破る女性達）｣が選ばれる。
12月8日、コメディアン出身で民主党上院議員のアル・フランケンが、2006年12月の中東への米軍慰問団ツアーでのセクハラ疑惑を受けて辞任する意向を発表した。2018年1月2日、正式に辞任した。
2018年1月7日、第75回ゴールデングローブ賞授賞式において、「タイムズ・アップ」運動に賛同した女優たちが黒い衣装で参加し、被害者との連帯を示した。「Me Too」創始者のバークも友人で女優のミシェル・ウィリアムズに招待され出席した。同様の動きは、2月18日の英国アカデミー賞でも見られた。
4月16日、「#MeToo」を使った運動の発端となったセクハラについて報道したニューヨーク・タイムズとザ・ニューヨーカーの記者が、ピューリッツァー賞の公益報道部門に選ばれた。
4月26日、2016年7月にスペインの牛追い祭りでワッツアップ・グループ「La Manada（群れ）」の男性5人が18歳の女性を集団強姦した事件（通称「ラ・マンダラ」事件）の判決が下り、求刑禁錮20年以上に対し、性的虐待で禁固9年、強姦容疑については無罪となった。裁判官の一人は、携帯電話の窃盗についてのみ有罪を主張した。これに対し、女性団体らが大規模な抗議のデモを起こした。同事件はスペインにとっての「#MeToo」運動のきっかけとなり、「Yo te creo（私はあなたを信じる）」を合言葉に被害者支援が広まり、SNS上では「#YoSiTeCreo」や「#NoesNo（ノーはノー）」が用いられた。判決後、スペイン国家警察公式ツイッターは「#NoesNo」を12回つぶやき、被害者への共感を示した。
4月30日、アシュレイ・ジャッドがハーヴェイ・ワインスタインを提訴した。
5月3日、アカデミー賞を主催する映画芸術科学アカデミーが、1977年に強姦で有罪判決を受けたあと国外逃亡し、#MeToo運動により告発が相次いでいたロマン・ポランスキー監督と2004年の強姦容疑の再審で4月に有罪判決が出たコメディアンのビル・コスビーの両名を除名すると発表した。5月4日、スウェーデン・アカデミーが、前年11月に会員（2018年4月辞任）の夫で写真家のジャンクロード・アルノーによる性的暴行疑惑が浮上したことを受けて、2018年度ノーベル文学賞の発表を見送ることを表明した。
5月24日、モーガン・フリーマンが複数の女性から過去のセクハラ行為を告発される。フリーマンは「軽い冗談だった」と謝罪する一方で、セクハラと性暴行が同一視されていることに反論した。
5月25日、映画プロデューサーのハーヴェイ・ワインスタインが2013年のレイプ容疑と2004年の性的行為の強要容疑で逮捕。弁護人を通じて無罪を主張していたが、禁固23年の実刑判決を受けた。
2019年9月10日、ワインスタインのセクハラについて最初に告発記事を発表したニューヨーク・タイムズの記者、ジョディ・カンターとミーガン・トゥーイーが取材経過をまとめた著書『She Said: Breaking the Sexual Harassment Story That Helped Ignite a Movement 』を出版。（邦題『その名を暴け　#MeTooに火をつけたジャーナリストたちの闘い』古屋美登里訳、新潮社、2020年）

### アジア圏

#### 日本
2017年5月29日、フリージャーナリストの伊藤詩織は、記者会見で準強姦被害を告発。同年10月半ばに著書を出版した。告発相手である山口敬之は手記にて反論した。2017年9月、伊藤は山口に対し民事訴訟を起こした。2022年7月8日、最高裁判所の判決で「山口氏が同意なく性行為に及んだ」と認定され、約332万円の賠償が確定した。
2017年12月17日、作家の伊藤春香（はぁちゅう）が、広告代理店電通在籍時に受けたセクハラをバズフィード・ジャパンで告白した。告発を受けた、当時の伊藤の上司にあたる岸勇希は、経緯を説明すると共に謝罪した。また、後に自身が代表取締役を務める「刻キタル」を退社した。その一方で、伊藤は過去に性経験のない男性を侮蔑する発言をしており、これがセクハラ行為にあたるとして、伊藤自身がセクハラ加害者であるとしてツイッターが炎上。一時は謝罪文を発表したが、後に撤回している。2018年3月15日、広告代理店電通アイソバーに勤務する女性社員が社内で受けたセクハラについての取材記事がバズフィード・ジャパンに掲載された。電通アイソバーはその責任を否定すると共に、非公表の懲戒内容の開示を求める被害者側に対して「加害者プライバシー権の侵害」などを理由に回答を拒否している。
2018年3月16日、伊藤詩織が国連本部で記者会見し、日本で大きな運動に発展していない「MeToo」の代わりとして、より多くの女性が運動に参加しやすいように「WeToo（私たちも行動する）」運動を提唱した。この運動は、2017年11月にアメリカの実業家サマー・マクレーンが、すべての人の経験を包括し、性別だけでなく、性犯罪に焦点を合わせている運動として提唱したものである。
2018年4月1日、写真家荒木経惟のモデルを2001年から16年間にわたって務めてきたKaoRiが、荒木のセクハラやパワハラなどをブログで告発した。4月9日、これを受け、荒木の撮影モデルを務めたこともある水原希子がインスタグラムで荒木を批判し、業界の改善を訴えた。また、過去に広告撮影でセミヌードになった際、拒否したにもかかわらず、スタッフではない多数の男性たちに撮影を見学されたことを明かした。ネットでは、荒木が担当した2013年の資生堂の新聞広告が問題の撮影であり、男性たちとは資生堂社員のことではないかとの憶測が広まった。J-CASTニュースの質問状に対し資生堂は「事実確認が取れない」と回答した。
2018年4月20日、野党6党が国会内で集会を開き、財務事務次官のセクハラ疑惑に抗議の意思を示すため、「＃ Me Too〔ママ〕」や「＃Me Too〔ママ〕」と書かれたプラカードを掲げた。
2018年12月、フォトジャーナリストの広河隆一は複数の女性から性行為などを強要されたと告発された。
2022年、映画監督の榊英雄、園子温、俳優の木下ほうかは複数の女優から「性加害」を受けたと告発され、波紋を呼んだ。同年11月、劇作家の谷賢一も舞台劇の出演女優によりセクシュアルハラスメントをしたとして告訴された。

#### 大韓民国
韓国でも#MeToo運動の動きは存在し、政治家や俳優や文化人など多数の著名人が運動から2ヶ月ほどで告発を受けた。文在寅大統領は運動に対し2月26日「積極的に支持をする」と発表し、性差別根絶対策と、性犯罪への積極的な捜査を行うよう指示を出した。また、2月27日には小中高等学校での「フェミニズム教育の義務化」を発表した。鄭鉉柏女性相は「2018年は韓国の女性運動史にとって歴史的な年として刻まれるだろう」と述べている。2018年1月上旬に女性検事が幹部からのセクハラ被害をテレビインタビューで訴えたことから運動が広がり、3月には将来の大統領候補と目された忠清南道知事の安熙正が秘書への性暴行疑惑により辞任し、ノーベル文学賞候補にもなった詩人の高銀、舞台監督の李潤澤、劇作家の呉泰錫がセクハラ疑惑により作品が教科書から取り下げられた。
一方で、「セクハラを受けた女性側にも問題がある」との偏見も根強く、被害者が相談先の警察で暴言を吐かれたり、名誉毀損で逆告訴される事など、韓国社会の性暴力に対する未成熟さを指摘し、運動の沈静化を懸念する声が上がった。
2018年2月に複数の教え子から長年にわたる過去のセクハラを告発され、清州大学演劇学科教授を免職、所属事務所との契約も解除された俳優のチョ・ミンギが、3月9日に自殺した。3月12日に警察が取り調べをする予定だった。前年10月に事態が発覚し、12月に懲戒委員会が停職3か月の処分を下したが、チョが事実を認めなかったため清州大学HPの掲示板で告発された。
5月、#MeToo運動に勇気付けられた一般女性が、光州事件で戒厳軍に性暴行された体験を告白した。
女優チャン・ジャヨンが性接待を強要されたとの遺書を残して2009年に自殺した事件の再捜査を求める声が高まり、2018年6月26日、元朝鮮日報記者のチョ某容疑者が強制わいせつ罪で在宅起訴された。
2020年、釜山広域市長・呉巨敦とソウル特別市長・朴元淳は女性職員のセクハラ告発により失脚し、朴元淳は自殺した。

#### 中国
#MeToo運動の動きは大学生の間で特に盛んになっており、大学側へセクハラ問題への対処を求める署名運動が行われている。運動への反発も大きく、検閲機関が#MeTooに関するインターネット上の投稿を削除する他、20年前に起こったセクハラによる自殺事件を問題提起した学生が大学側から批判をやめるよう通告を受けるなどしている。
2018年8月に中国仏教協会会長・北京竜泉寺住職の学誠は数人の尼僧からセクハラメール及び性交強要の問題を告発された。のち、同僧は当局の取り調べを受け、中国仏教協会会長を辞任し、他に発覚した金銭面の問題により住職も罷免された。
2021年7月、元EXOの中国系カナダ人メンバー、クリス・ウーは過去に付き合ったことのある18歳女性により、中国国内で複数の未成年女性に対して性的暴行をしたと告発された。ウーはのち、北京市の公安当局により逮捕された。
2021年11月、女子テニス選手・彭帥は元副総理・張高麗から性的関係を強要されたとソーシャルメディアで告発したことは、AFPBBの報道において#MeToo運動の一部とみなされる。

#### インド
セクハラ被害を告白するボリウッドの女優が存在するが、男性優位の業界のため、声を上げる女性は少ないとされている。

## 推進者の加害行為の発覚
運動を主導又は支持していた人の中にも、過去の性的暴行などの加害を告発されることが発生した。また、ニューヨーク・タイムズ紙に#MeToo運動内にいる加害者を支持者は庇っているとの批判がなされた。
5月7日、ザ・ニューヨーカーが#MeToo運動の推進者の一人でニューヨーク州司法長官のエリック・シュナイダーマンの4人の元交際相手への度重なる性的虐待行為を告発する。シュナイダーマン長官は否定したが、「職務を効果的に指揮できなくなった」として、記事の掲載からわずか3時間後に辞任した。ニューヨーク州司法省は2月にワインスタイン・カンパニーと創業者のワインスタイン兄弟を、性的加害から社員を守らなかったとして公民権法違反で提訴していた。その際、シュナイダーマン長官はツイッターでセクハラ撲滅と被害者の人権救済を呼びかけていた。
ニューヨーク・タイムズは、ワインスタインを告発して#MeToo運動の中心となっていたアーシア・アルジェントが、2013年の37才時に共演していた、当時17歳の子役俳優であったジミー・ベネットに対し、複数回の強制性交に及び、その性的虐待被害を訴えたベネットに賠償として38万ドルを秘かに渡していたことを報道した。双方の関係者がアルジェントの加害は事実としてニューヨーク・タイムズの記事を認めた。ワインスタインの弁護士は「ワインスタインはアーシアと、互いに成人として4年以上交際して続いていたにあったのにもかかわらず訴えられている。」と17才の少年に手を出して賠償していたことを隠していたアルジェントを「偽善が驚くべきレベルで明らかになった」と批判している。ベネットはアルジェントによる性的暴行を告発した理由について、「（アルジェントが）被害者ぶっているのが耐えられなかった」と述べている。
#MeToo運動を支持していた女性の権利活動家でもあるニューヨーク大学の女性教授が、男子学生へのセクハラ容疑で停職処分を受けた。教授は2012年から3年間、男子学生に自身への性交を強要していた。ニューヨークタイムズ紙は8月13日に、11ヵ月に渡る調査の結果、博士号を取得を目指していた学生に性的嫌がらせや性的暴行をしていた事実を発見したと報じた。ニューヨーク大学側は一年間女性教授への給与を支払うことや職務を一時停止させ、学生との将来のミーティングが彼女の代わりに監督されることを義務づけられていた。また、彼女を擁護するための女性活動家達の言動を男子学生はニューヨーク・タイムズへのインタビューで批判している。被害者男性は弁護士と共に女性教授と大学側に対する訴訟提起を検討していると報道された。

## 批判・評価
- ジャーナリストのオーラ・ボガドらは、黒人女性が始めた運動が白人女性の手柄になることを批判した[3]。
- 2017年10月末、カトリーヌ・ドヌーヴが、「Balance Ton Porc（豚を告発せよ）」という過激な表現を批判し、「物事を動かす最善の方法ではなく、解決にも繋がらない」とインタビューに答えた[95]。
- 2018年1月9日、100人の女性たちが連名で仏ル・モンド紙に、「豚を告発せよ」運動に反対し、「（男性が女性を）口説く自由」を訴える声明文を発表した[96]。声明は他にも、弁明すらさせずに性犯罪者同様に扱う「行き過ぎた断罪」や運動の排他主義、男性に対する「フェミニズム的なハラスメント」への批判などを盛り込み、「ピューリタニズムの波が起きている」と警告した[97]。これに対し、アーシア・アルジェントが「内に秘めたミソジニーである」と異議を唱え、賛同者の一人であるカトリーヌ・ドヌーヴは被害者を傷つけたことを謝罪した[98]。
- 2018年1月17日、ブリジット・バルドーが、「女優たちの売名行為。偽善的でばかげている」と批判した[99]。
- マーガレット・アトウッドは、一連の運動を「自警団的な司法であり、そのような正義はリンチなどに繋がりかねない」と運動の行き過ぎを懸念した[100]。
- 2016年7月に性被害を告白した女優のタンディ・ニュートンは、「タイムズ・アップ」運動に勧誘されなかったことを明かし、同運動が一部のセレブのものになっていることを批判した[101]。
- ゴールデングローブ賞授賞式において、黒い衣装を身につけなかった3人の女性の一人で、モデルのバーバラ・マイヤーは、運動の趣旨には賛同しながらも、「男性のために着たい服を制限するのではなく、自由に服を選ぶことで「自由」を表現した」と表明した[102]。
- フランスでは、開始から半年を過ぎた「豚を告発せよ」運動は上流階級だけの運動になっており、労働者階級の女性で運動の恩恵を感じる者は少なく、重要視されていないと指摘された[103]。
- 1995年から性暴力被害男性の支援に取り組んでいる、聖書研究家のアンドリュー・シュマッツァーは、運動が女性中心であり、告発を望む男性たちが取り残されていることを指摘した[104]。一方で、自身も性的虐待経験のある映画監督タイラー・ペリーは、運動が声をあげられない男性被害者たちの救済に繋がる希望があると評価した[104]。

## 関連文献
- 『現代思想 2018年7月号　特集＝性暴力＝セクハラ　-フェミニズムとMeToo-』青土社、2018年6月27日。ISBN 978-4-7917-1367-7。
- 鄭喜鎭ほか 編著・申琪榮 監修 著、金李イスル 訳『＃MeTooの政治学　コリア・フェミニズムの最前線』大月書店、2021年10月15日。ISBN 9784272350490。
- ジョディ・カンター／ミーガン・トゥーイー『その名を暴け　＃MeTooに火をつけたジャーナリストたちの闘い』古屋美登里訳、新潮社、2020年7月。新潮文庫、2022年5月